# Kurt Baum
Kurt Baum (15. března 1908, Praha – 27. prosince 1989, New York) byl česko-americký operní tenorista německo-židovského původu. V letech 1941-1966 působil v Metropolitní opeře.

## Životopis
Kurt Baum se narodil v Praze, kde prožil dětství a v roce 1913 se za svým otcem, obchodníkem, přestěhoval do Kolína nad Rýnem, kde navštěvoval střední a vysokou školu.
V roce 1927 se pod nátlakem rodičů zapsal na lékařskou fakultu Univerzity Karlovy. Současně s tím byl robustní a atletický Baum byl svého času amatérským mistrem Československa v boxu v těžké váze a členem Sportovního klubu Maxe Schmelinga v Kolíně nad Rýnem.
V roce 1930 na večírku zazpíval německou lidovou píseň. Jeden z jeho přátel rozpoznal jeho hlasové kvality a přiměl ho, aby se věnoval hudbě. Baum opustil univerzitu a tři roky navštěvoval Hochschule für Musik v Berlíně a následně zvítězil v konkurenci 700 dalších v pěvecké soutěži ve Vídni.
Jeho debut se odehrál v Operním domě v Curychu ve světové premiéře nové opery Der Kreidekeis Alexandra Zemlinského 14. října 1933.
V Curychu zpíval ještě nějakou dobu v různých operních rolích, později přijal smlouvu s Německým divadlem na náročnější role. Pocítil však potřebu dalšího studia, a proto odjel do Milána, kde studoval u Edoarda Gardina a poté navštěvoval kurzy na konzervatoři Santa Cecilia v Římě.
Další evropská angažmá měl v Paříži, Vídni, Salcburku, Budapešti a Monte Carlu, kde si ho všiml ředitel chicagského Civic Opera House, který Bauma zapsal na tři po sobě jdoucí sezóny. Ve Spojených státech debutoval 2. listopadu 1939 jako Radamès ve Verdiho Aidě, později také jako Don José (Bizet, Carmen) a Manrico (Verdi, Trubadúr).
V roce 1941 debutoval v newyorské Metropolitní opeře malou rolí italského zpěváka ve Straussově Růžovém kavalírovi, o dva roky později jeho první hlavní role: Don Alvaro v Síle osudu.
V roce 1945 se vrátil do Evropy, kde debutoval v Teatro alla Scala a dalších velkých městech. Jeho činnost se však téměř výlučně omezovala na Metropolitní operu, kde zpíval až do roku 1966. Poté odešel ze scény a věnoval se příležitostné koncertní činnosti.
Zemřel v nemocnici St. Claire na Manhattanu ve věku 89 let; příčina smrti nebyla zveřejněna.

## Repertoár
- Giuseppe Verdi
  - Aida (Radamès)
  - Trubadúr (Manrico)
  - Síla osudu (Don Alvaro)
- Vincenzo Bellini
  - Norma (Pollione)
- Richard Strauss
  - Der Rosenkavalier (Ein italienischer Sänger)
- Alban Berg
  - Wozzeck (Tambourmajor)
- Alexander Zemlinsky
  - Der Kreidekeis (Pao)

## Diskografie
| Rok  | Titul | Obsazení                                            | Dirigent, orchestr a sbor                           | Místo a datum nahrávky                     |
| ---- | ----- | --------------------------------------------------- | --------------------------------------------------- | ------------------------------------------ |
| 1950 | Norma | Maria Callas, Giulietta Simionatová, Nicola Moscona | Guido Picco Orchestr a sbor Palacio de Bellas Artes | Palacio de Bellas Artes, Mexiko 23. května |
|      | Aida  | Maria Callas, Giulietta Simionatová, Robert Weede   | Guido Picco Orchestr a sbor Palacio de Bellas Artes | Palacio de Bellas Artes, 30. května        |

- Berg: Wozzeck (live) - Hermann Uhde / Eleanor Steberová / Kurt Baum / Karl Donch / Charles Anthony / Paul Franke / Sbor a orchestr Metropolitní opery / Karl Böhm, Walhall
- Bizet: Carmen - George Cehanovsky / Rosalind Eliasová / Clifford Harvuot / Paul Fanke / Margaret Roggero / Lucine Amara / Orchestr a sbor Metropolitní opery / Heidi Krall / Max Rudolf / Walter Casel / Kurt Baum, Global Village
- Leoncavallo: Komedianti (live) - Lucine Amara / Kurt Baum / Fausto Cleva / Orchestr Metropolitní opery, Walhall
- Strauss R: Růžový kavalír (živá nahrávka v New Yorku 14. prosince 1946) - Orchestr Metropolitní opery / Fritz Busch, Walhall / Archipel
- Verdi: Trubadúr (live) - Zinka Milanov / Kurt Baum / Nell Rankin / Leonard Warren / Fausto Cleva / Sbor a orchestr Metropolitní opery, Walhall
- Kurt Baum: Famous Tenor Arias, 2013 Global Village
- Il mito dell'opera: Kurt Baum, 2013 Bongiovanni